# Mroczne dziedzictwo (serial telewizyjny)
Mroczne dziedzictwo – serial kanadyjsko-amerykański. Był emitowany w latach 1996-1999. Opowiada historie członków sekretnego stowarzyszenia o nazwie „Legacy” (pl. Dziedzictwo) i ich prób ratowania ludzkości przed złem.